# Rewolucyjna Partia Komunardów
Rewolucyjna Partia Komunardów (tur. Devrimci Komünarlar Partisi, DKP) – turecka lewicowa partia polityczna założona 4 lutego 2016 w wyniku połączenia Ruchu Wyzwoleńczego i Tureckiej Partii Rewolucyjnej.

## Charakterystyka
DKP stanowi część Zjednoczonych Sił Wolności (BÖG) i Międzynarodowego Batalionu Wolności (IFB), biorących udział w wojnie domowej w Syrii na de facto autonomicznym terytorium Rożawy. DKP jest zakazana w Turcji ze względu na jej domniemane powiązania z nielegalną grupą Partia Pracujących Kurdystanu (PKK).
Partia jest sojusznikiem Syryjskich Sił Demokratycznych (SDF) i Powszechnych Jednostek Ochrony (YPG), walcząc u ich boku zarówno podczas kampanii w Rakce (2016–2017) przeciwko tzw. Państwu Islamskiemu, jak i podczas operacji „Gałązka oliwna” przeciwko Turcji i Syryjskiej Armii Narodowej (SNA).
W marcu 2016 DKP przystąpiła do turecko-kurdyjskiej koalicji Zjednoczony Rewolucyjny Ruch Ludowy (HBDH). Do sojuszu przystąpiło też kilka innych lewicowych ugrupowań w tym Marksistowsko-Leninowska Partia Komunistyczna (MLKP), Partia Pracujących Kurdystanu (PKK) i Maoistowska Partia Komunistyczna(MKP).  
4 września 2018 partia podzieliła się na dwie frakcje: DKP/Birlik i DKP/ BÖG , przy czym frakcja Birlik krytykuje DKP za „oportunizm” i niezrywanie ze starymi tradycjami. Mimo tego, obie frakcje walczą w ramach IFB przeciwko tureckiej ofensywie w północno-wschodniej Syrii w 2019.